# ジャン＝フランソワ・ルヴェル

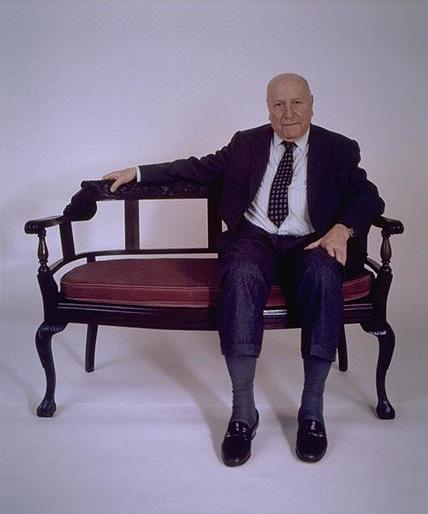
ジャン＝フランソワ・ルヴェル（1999年）

ジャン＝フランソワ・ルヴェル（Jean-François Revel、1924年1月19日 - 2006年4月30日）は、フランスの哲学者、作家、ジャーナリスト、アカデミー・フランセーズ会員。マルセイユ出身。リベラル保守派として知られる。不可知論者。

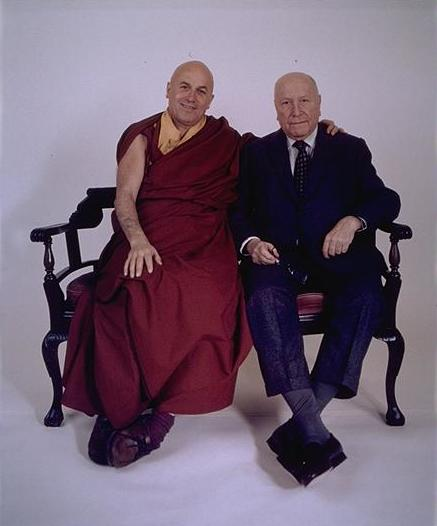
チベット僧として知られる息子と。

## 経歴
パリ高等師範学校で哲学を学び、教授資格（アグレガシオン）を取得。アルジェリア、メキシコの他、リール、パリなどのリセ、大学で教鞭をとった。またジャーナリストとしては、エクスプレス誌、ポワン誌、ラジオの Europe1 などで長年、論説委員を務めた。
2度の結婚で3人の息子がおり、最初の妻との間に生まれたマチウ・リカールはパスツール研究所でフランソワ・ジャコブのもと分子生物学を研究していたが、26歳のときにチベット仏教研究に転じ、ヒマラヤで修行し僧となった。父子の共著『僧と哲学者』（1997年刊）はヨーロッパでベストセラーになった。

## 著書
- 『なぜ哲学者か？』ジュリアール社、1957
- 『イタリアのために』ジュリアール社、1958
- 『プルースト論』ジュリアール＝ドノエル社、1960
- 『私たちの時代の諸思想』ロベール・ラフォン社、1970
- 『西洋哲学史』二巻、ストック社

1. 『ギリシャ＝ラテンの思想家たち』1968
2. 『古典哲学』1970

- 『言葉による饗宴』ロベール・ラフォン社、1977

## 日本語訳
- 『全体主義の誘惑』 岩崎力・西永良成訳、新潮社、1981
- 『民主主義国の終焉―宿命の東西対立』 大沢善朗ほか訳、芸艸堂、1987
- 『美食の文化史―ヨーロッパにおける味覚の変遷』 鈴木晶ほか訳、筑摩書房、1989
- 『マルクスもキリストもいらない』 中沢義和ほか訳、三修社、1990
- 『無益にして不確実なるデカルト』　飯塚勝久訳、未來社、1991
- 『グローバル・デモクラシー』 荻野弘巳訳、青土社、1997
- 『僧侶と哲学者』 リカールとの共著、菊地昌実ほか訳、新評論、1998、新装版2008
- 『インチキな反米主義者、マヌケな親米主義者』 薛善子訳、アスキー・コミュニケーションズ、2003